# Prasert Na Nagara
Prasert Na Nagara (tiếng Thái: ประเสริฐ ณ นคร) (1919-2019) là một học giả và là một nhà học thuật người Thái Lan. Là cựu giáo sư tại Đại học Kasetsart . Nổi tiếng với việc lấy bằng chứng lịch sử cho thời kỳ Sukhothai . Đó là dòng chữ bằng đá đầu tiên.